# Johannes Andreas Brinkman

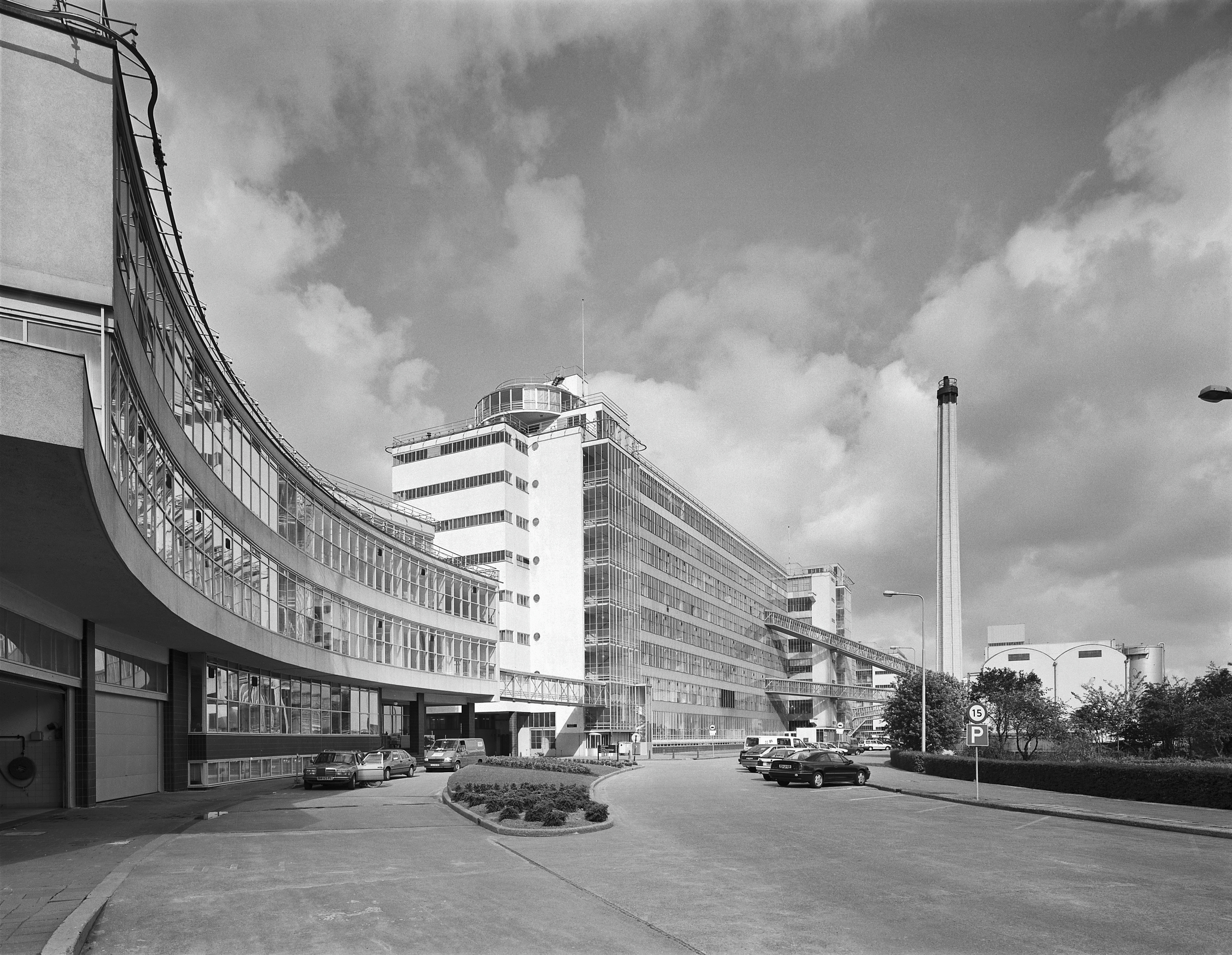
Fábrica Van Nelle de tabaco, té y café (1926-1929), de Brinkman y Leendert Cornelis van der Vlugt, Róterdam (Países Bajos)

Johannes Andreas Brinkman, también conocido como Jan Brinkman (Róterdam, 22 de marzo de 1902-ibidem, 6 de mayo de 1949) fue un arquitecto racionalista neerlandés. Se asoció con Leendert Cornelis van der Vlugt, con el que formó un estudio activo entre 1925 y 1936 —fecha del fallecimiento de Van der Vlugt—, a veces en colaboración con Willem van Tijen; posteriormente, Brinkman se asoció con Johannes Hendrik van der Broek.

## Trayectoria
Estudió en la Universidad Técnica de Delft. De mientras, empezó a trabajar con su padre, el arquitecto Michiel Brinkman. Tras el fallecimiento de este en 1925 continuó con su estudio, al que incorporó a Leendert Cornelis van der Vlugt.
La obra principal de Brinkman y Van der Vlugt fue la fábrica Van Nelle de tabaco, té y café en Róterdam (1926-1929), proyectada con una forma abierta que permite la agregación de sucesivos anexos, con un diseño preciso pero humano, acogedor, algo inusual en construcciones industriales.
Otras obras de estos autores fueron: la sede de la Unión Teosófica en Ámsterdam (1925-1926) y la sede de Van Nelle en Leiden (1925-1927), además de varios edificios de viviendas: la villa Van der Leeuw (1927-1928), la casa Sonneveld (1932-1933) y la casa Boevé (1934), todas en Róterdam. Otra obra emblemática suya fue el estadio Feyenoord en Róterdam-Sur (1935-1936). También diseñaron una cabina telefónica (1931) que con el tiempo se ha convertido en un elemento icónico del paisaje urbano neerlandés.
Con Van Tijen construyeron en 1934 el edificio Bergpolder en Róterdam, un conjunto de viviendas de diez pisos con estructura de acero y cerramientos y forjados de madera.